# 双频哪醇二硼
双频哪醇二硼是一种含有两个频哪醇结构的硼化合物。 该化合物为商业市售试剂，是有机合成中常用的底物，用于制备多种频哪醇硼酸酯。